# Svinec, Koroška
Svinec  (nemško Eberstein) je občina na severu nekdanjega poselitvenega območja Slovanov v 6.-8. stoletju, v upravnem okraju Šentvid ob Glini (okraj) na Severnem Koroškem.

## Geografija
Področje občine Svinec se nahaja v srednjem delu doline rečice  Krčica ob vznožju Svinške planine. Območje je del regije Noriških alp.

### Naselja v občini
Občino sestavlja devet katastrskih občin: Baumgarten, Gutschen, Hochfeistritz, Mrzla gora (Kaltenberg), Hom (Kulm), Mirnig, Rüggen, Št. Ožbolt (St. Oswald), St. Walburgen. Občino sestavlja naslednjih deset  naselij ali vasi  (s številom prebivalcev):
| - Baumgarten (8) - Gutschen (46) - Hochfeistritz (80) - Mrzla gora (Kaltenberg) (34) - Hom (Kulm) (15) | - Mirnig (35) - Rüggen (0) - Št. Ožbolt (St. Oswald) (91) - Svinec (Eberstein) (694) - Sveta Valpurga (St. Walburgen) (268) |

## Zgodovina
Območje današnje občine je bilo poseljeno že v rimskem času, o čemer pričajo najdbe. V fasado gradu Svinec je tako vzidan rimski nagrobnik iz 2. stoletja.  Najdba rimskega mejnega kamna dokazuje, da je s Getemberga skozi dolino Krčice in s tem skozi sedanjo občino Svinec potekala stranska cesta za prevoz za Rimski imperij pomembnega "Noriškega železa" ("Ferrum Noricum").
V 11. stoletju je bil zgrajen grad Gornji Svinec (Hocheberstein) in pod gradom je nastala vas Svinec.  Prvič  je v listini omenjen današnji grad Svinec v 12. stoletju kot spodnji grad. Njegovi lastniki so bili ministeriali Goriških grofov, in se prvič omenjajo leta 1152. Gospodje iz Svinca so izumrli leta 1457.  Njihov dedič je bil Moritz Welzer, ki je tako ustanovil politično pomembno koroško vejo družine Welzer. Ti so emigrirali v Nemčijo po koncu reformacije, tako da so leta 1630 grad in gospostvo prešli v last grofov  Christalnigg.
Od poznega srednjega veka naprej je bil trg, ki je kot trg znan že  leta 1474, pomemben po fužinah, kjer so grofje  Christalnigg  v 17. stoletju topili železovo rudo iz Getemberga in Löllinga. Pridobivanje železa je bilo konec v 19. stoletju, rudarjenje železove rude v Getembergu pa šele leta 1978.